# 趙咨 (後漢)
趙 咨（ちょう し、生没年不詳）は、後漢の儒学者・官僚。字は文楚。本貫は東郡燕県。

## 略歴
博士となった趙暢の子として生まれた。若くして父を失い、孝行で知られ、州と郡に孝廉に察挙されたが、いずれも官に就かなかった。
158年（延熹元年）、大司農の陳奇の推挙を受けて、博士となった。霊帝の初年、太傅の陳蕃と大将軍の竇武が宦官に殺害されると、趙咨は病を口実に官を去った。
太尉の楊賜に召し出されて、経学の講義を求められた。高第に挙げられ、官を歴任して敦煌太守として出向した。病のため免官されて帰郷すると、自ら子孫を率いて農耕に励んだ。
洛陽の朝廷から議郎に任じられて召命が下ったが、病を理由に断った。州郡の招聘は再三におよび、やむをえず召命に応じた。
東海国相に任じられ、節倹で知られた。3年後に病を理由に引退を願い出ると、洛陽に召還されて議郎に任じられた。病身を押して洛陽に赴き、薄葬を遺言してまもなく亡くなった。

## 逸話
ある夜、趙咨の家が強盗に襲われた。趙咨は母を驚かすことを恐れて、真っ先に門に向かって強盗を出迎え、食事を用意して、「わたしの老母は80歳で、病身を養っております。貧しいもので、朝夕の蓄えもありません。少々の衣服と食糧を置いていってはいただけないでしょうか」と頭を下げた。強盗も「賢者に乱暴することはできない」と言って、何も盗らずに出ていった。

## 伝記資料
- 『後漢書』巻39 列伝第29